# 보안관 (영화)
"보안관"은 2017년 5월 3일에 개봉한 대한민국의 영화이다.

## 줄거리
대호는 충동적인 체포로 파트너가 칼에 찔리고 중범죄자가 도주하게 되자 직장을 그만둘 수밖에 없는 전직 경찰이다. 그 사건으로부터 5년이 지난 지금 대호는 고향 기장에서 소박한 식당을 운영하고 있다. 자신의 우월한 힘, 영리함, 의로움을 의심하지 않는 대호는 자신을 마을의 비공식 "보안관"으로 임명하고 상황을 감시하기 위해 의심스러운 지역 주민들을 모았다. 그래서 대호의 과거 얼굴이 다시 나타나 범죄를 남겼다고 주장하고 마을에 큰 일을 약속하자 대호는 의심을 품고 행동에 옮기려고 한다.

## 캐스팅
- 이성민 : 최대호 역
- 조진웅 : 구종진 역
- 김성균 : 이덕만 역
- 김종수 : 용환 역
- 조우진 : 선철 역
- 임현성 : 이강곤 역
- 배정남 : 배춘모 역
- 김혜은 : 이미선 역
- 김병옥 : 강 반장 역
- 김광규 : 박 계장 역
- 손여은 : 희순 역
- 김재영 : 곽 전무 역
- 배명진 : 김 형사 역
- 허형규 : 고 형사 역
- 박영수 : 서 형사 역
- 이윤희 : 박 청장 역
- 이정은 : 용환 처  역
- 남문철 : 광수대반장 역
- 강은아 : 나영 역
- 강현중 : 상인 1 역
- 이진혁 : 삭발상인 역
- 정성욱 : 선주 1 역
- 김한준 : 택배기사 역
- 김호진 : 황 순경 역
- 이현배 : 김 순경 역
- 김도연 : 박 순경 역
- 강덕중 : 목원식당 점원 역
- 다케다 히로미츠 : 다케시 역
- 김성탁 : 다케시 일당 역
- 박지훈 : 일본도 사내 역
- 박응수 : 종진 직원 1 역
- 고경진 : 마약반 요원 역
- 노강민 : 승현 역
- 최문경 : 조형사처 역
- 안준모 : 안전요원 1 역
- 송유하 : 안전요원 2 역
- 현봉식 : 단란주점 실장 역
- 전승재 : 단란주점 기도 역
- 설주미 : 아줌마 1 역
- 권용환 : 삼호식품 직원 1 역
- 양지수 : 삼호식품 직원 2 역
- 손석배 : 삼호식품 경비 역
- 배재원 : 치킨배달원 역
- 정현우 : 나이트 삐끼 역
- 티나 : 러시아 아가씨 1 역
- 라나 : 러시아 아가씨 2 역
- 윤하 : 단란주점 아가씨 1 역
- 서윤서 : 단란주점 아가씨 2 역
- 홍은진 : 기모노 점원 역
- 최청자 : 떡볶이 할머니 역
- 옥주리 : 미숫가루 아줌마 역
- 유재상 : 고속버스 기사 역
- 오승훈 : 뱃사람 역
- 김정일 : 맹인 장인 역
- 김언수 : 학생 1 역
- 신지훈 : 학생 2 역
- 이동현 : 학생 3 역
- 남기홍 : 쇼호스트 역
- 이상경 : 대호 미행남 역
- 최형욱 : 모텔 불륜남 역
- 이규섭 : 백발 상인 역
- 김강철 : 털보 상인 역
- 정혜림 : 뉴스앵커 / 라디오DJ (목소리) 역
- 김정하 : 여자 경찰
- 문지오 : 대호 제트스키 대역
- 조영주 : 대호 모터보트 대역
- 최민호 : 희순바 연주자 1 역
- 최형익 : 희순바 연주자 2 역
- 박윤호 : 징계위원회 (목소리) 역
- 정만식 : 신일식 역 (우정출연)
- 김종구 : 선철 부 역 (특별출연)
- 주진모 : 박 선장 역 (특별출연)
- 이일재 : 경무관 역 (특별출연)
- 김홍파 : 부동산 윤 사장 역 (특별출연)
- 백승현 : 조종철 역 (특별출연)